# Mydas rufiventris
Mydas rufiventris är en tvåvingeart som beskrevs av Macquart 1850. Mydas rufiventris ingår i släktet Mydas och familjen Mydidae. Inga underarter finns listade i Catalogue of Life.